# Puccinia calcitrapae
Puccinia calcitrapae är en svampart som beskrevs av DC. 1805. Puccinia calcitrapae ingår i släktet Puccinia och familjen Pucciniaceae.   Inga underarter finns listade i Catalogue of Life.

## Bildgalleri

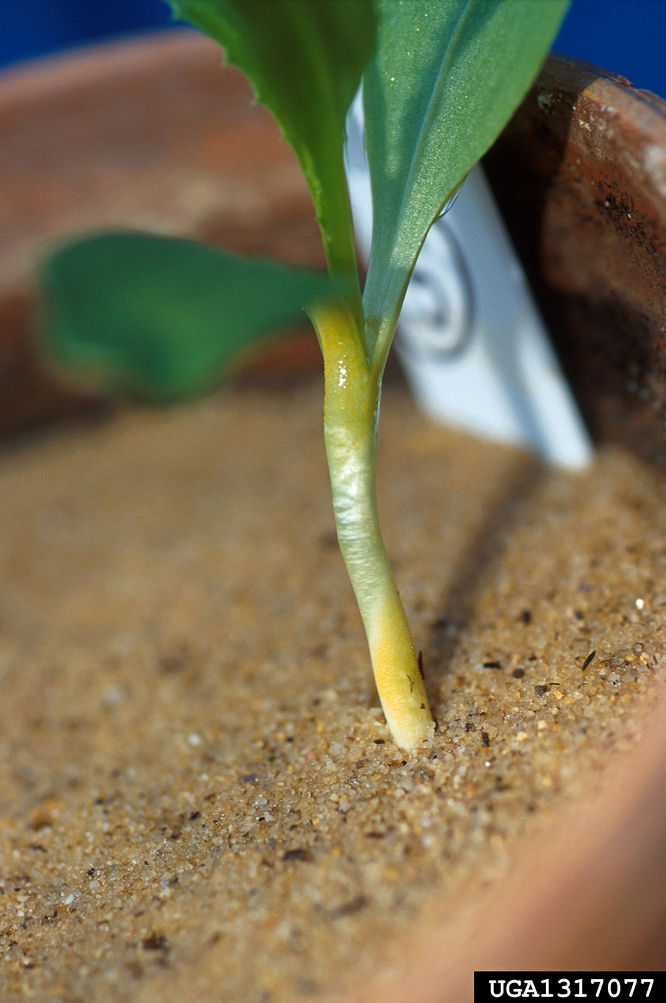